# Студенцы (Ивановская область)
Студенцы — село в Шуйском районе Ивановской области России, входит в состав Колобовского городского поселения.

## География
Село расположено в 6 км на северо-запад от центра поселения посёлка Колобово и в 14 км на юг от райцентра города Шуя.

## История
Приход в селе Студенцы был открыт в 1869 году. Первоначально построена была теплая церковь с двумя престолами: во имя преподобного Сергия Радонежского Чудотворца и во имя Святого Богоотца Иоакима и Анны (освящен в 1871 году). Холодная каменная церковь с колокольней построена в 1875 году на средства купца города Шуи Василия Киприановича Рубачева. Престол в этой церкви один — в честь Святого Пророка Божьего Илии. В селе существовало земское народное училище. 
В конце XIX — начале XX века село входило в состав Якиманской волости Шуйского уезда Владимирской губернии. В 1859 году в селе числилось 22 двора, в 1905 году — 34 двора.

## Население
| 1859 | 1905 |
| ---- | ---- |
| 229  | 183  |

| 1859 | 1905 | 2010 |
| ---- | ---- | ---- |
| 229  | ↘183 | ↘27  |

## Достопримечательности
В селе расположена недействующая Церковь Сергия Радонежского